# Hartford (Iowa)
Hartford – miasto w Stanach Zjednoczonych, w stanie Iowa, w hrabstwie Warren. Zgodnie ze spisem statystycznym z 2000 roku, miasto liczyło 759 mieszkańców.